# 伊勢崎市立北小学校
伊勢崎市立北小学校（いせさきしりつ きたしょうがっこう）は、群馬県伊勢崎市曲輪町にある公立小学校。伊勢崎駅の近くにある。
隣接する赤石楽舎では、地域の人なども使用することができる。
また、校舎の前には時報鐘楼があり、群馬県内最古のコンクリート建造物である。

## 歴史
- 1873年（明治6年） - 赤石学校として開校。
- 1882年（明治15年） - 旧伊勢崎城内（のちの栄町、現在の曲輪町）に移転。
- 1885年（明治18年） - 佐位第一小学校に改称。
- 1889年（明治22年） - 町村制施行に伴い伊勢崎町立伊勢崎尋常小学校に改称。
- 1940年（昭和15年） - 町村合併に伴い、伊勢崎市立伊勢崎小学校に改称。
- 1940年（昭和15年） - 伊勢崎市立北尋常小学校に改称。
- 1941年（昭和16年） - 国民学校となる。
- 1945年（昭和20年）8月14日 - 太平洋戦争（大東亜戦争）の空襲で全焼。南国民学校に収容し二部授業を行う。
- 1947年（昭和22年） - 学制改革により小学校となる。

## 学区
曲輪町、大手町、平和町および若葉町、太田町、連取町の各一部

## 進学先中学校
- 伊勢崎市立第三中学校